# Задача Заранкевича
Зада́ча Заранке́вича — відкрита проблема в математиці, ставить питання про найбільшу можливу кількість ребер у двочастковому графі, який має задану кількість вершин, але не містить повних двочасткових підграфів заданого розміру. Задача належить до галузі екстремальної теорії графів, гілки комбінаторики, і названа ім'ям польського математика Казімежа Заранкевича, який описав деякі часткові випадки цієї задачі 1951 року.
Теорема Коварі — Шош — Турана, названа іменами Тамаса Коварі, Віри Шош і Пала Турана, дає верхню межу для задачі Заранкевича. Доведено, що якщо на одній із часток забороненого двочасткового графа є не більше трьох вершин, ця межа відрізняється не більше ніж на сталий множник від істинного значення. Для великих заборонених підграфів відомі найкращі значення межі, і є гіпотеза, що вони тісні. Застосування теореми Коварі — Шош — Турана включають оцінення числа інциденцій різних типів геометричних об'єктів у комбінаторній геометрії.

## Постановка задачі
Двочастковий граф {\displaystyle G=(U,V,E)} складається з двох множин вершин {\displaystyle U} і {\displaystyle V}, що не перетинаються, і множини ребер, кожне з яких з'єднує вершину з {\displaystyle U} з вершиною з {\displaystyle V}. Жодні два ребра не можуть з'єднувати ту саму пару вершин. Повний двочастковий граф — це двочастковий граф, у якому кожна пара вершин (одна вершина з {\displaystyle U}, інша з {\displaystyle V}) пов'язана ребром. Повний двочастковий граф, у якому множина {\displaystyle U} має {\displaystyle s} вершин, а {\displaystyle V} має {\displaystyle t} вершин, позначають {\displaystyle K_{s,t}}. Якщо {\displaystyle G=(U,V,E)} — двочастковий і існують підмножини {\displaystyle s} вершин множини {\displaystyle U} і {\displaystyle t} вершин множини {\displaystyle V}, такі, що всі вершини цих двох множин пов'язані одна з одною, ці вершини утворюють породжений підграф вигляду {\displaystyle K_{s,t}}. (Тут порядок {\displaystyle s} і {\displaystyle t} істотний — множина вершин {\displaystyle s} має належати {\displaystyle U}, а множина вершин {\displaystyle t} має належати {\displaystyle V}.)
Функція Заранкевича {\displaystyle z(m,n;s,t)} позначає найбільшу можливу кількість ребер у двочастковому графі {\displaystyle G=(U,V,E)}, для якого {\displaystyle |U|=m} та {\displaystyle |V|=n}, який не містить підграфа вигляду {\displaystyle K_{s,t}}. Випадок {\displaystyle z(n,n;t,t)} для стислості записують {\displaystyle z(n;t)}. Задання Заранкевича ставить питання про формулу для функції Заранкевича, або (якщо таку формулу встановити не вдасться), про тісні асимптотичні межі швидкості зростання {\displaystyle z(n;t)} у припущенні, що {\displaystyle t} фіксоване, а {\displaystyle n} прямує до нескінченності.
Для {\displaystyle s=t=2} ця задача збігається із задачею визначення кліток із обхватом шість. Задача Заранкевича, клітки та скінченні геометрії сильно взаємопов'язані.
Ту саму задачу можна сформулювати в термінах цифрової геометрії. Можливі ребра двочасткового графа {\displaystyle G=(U,V,E)} можна зобразити як точки прямокутника {\displaystyle |U|\times |V|} на цілочисельній ґратці, а повний підграф — це множина рядків і стовпців у цьому прямокутнику, в які входять усі точки. Тоді {\displaystyle z(m,n;s,t)} позначає найбільшу кількість точок, які можна помістити в ґратку {\displaystyle m\times n} у такий спосіб, що жодна підмножина рядків і стовпців не утворює повної ґратки {\displaystyle s\times t}. Альтернативне та еквівалентне визначення, що {\displaystyle z(m,n;s,t)} є найменшим цілим {\displaystyle k} таким, що будь-яка (0,1)-матриця розміру {\displaystyle m\times n} з {\displaystyle k+1} одиницями повинна мати {\displaystyle s} рядків та {\displaystyle t} стовпців, таких, що відповідна {\displaystyle s\times t} підматриця складається виключно з одиниць.

## Приклади

Двочастковий граф із 4 вершинами в обох частках і 13 ребрами, що не містить підграфа. Праворуч — еквівалентна множина з 13 точок на ґратці 4 × 4, з якої видно, що.

Число {\displaystyle z(n;2)} відповідає найбільшому числу ребер у двочастковому графі з {\displaystyle n} вершинами у кожній частці, що не має циклів довжини 4 (його обхват не менше шести). Тоді {\displaystyle z(2;2)=3} (досягається на шляху з трьох дуг), а {\displaystyle z(3;2)=6} (шестикутник).
В оригінальному формулюванні задачі Заранкевич ставив питання про значення {\displaystyle z(n;3)} для {\displaystyle n=4,5} та {\displaystyle 6}. Незабаром Вацлав Серпінський дав відповіді: {\displaystyle z(4;3)=13}, {\displaystyle z(5;3)=20} та {\displaystyle z(6;3)=26}. Випадок {\displaystyle z(4;3)} відносно простий — двочастковий граф з 13 ребрами і чотирма вершинами в кожній частці, що не містить підграфа {\displaystyle K_{3,3}}, можна отримати додаванням довгої діагоналі до графа куба. І навпаки, якщо двочастковий граф із 14 ребрами має по чотири вершини в кожній частці, дві вершини на кожній стороні повинні мати степінь чотири. Видалення цих чотирьох вершин і інцидентних їм 12 ребер залишає множину порожніх ребер, кожне з яких разом з чотирма видаленими вершинами утворює підграф {\displaystyle K_{3,3}}.

## Верхні межі
Томаш Коварі, Віра Шош і Пал Туран, невдовзі після постановки задачі, встановили таку верхню межу, відому як теорема Коварі — Шош — Турана:
{\displaystyle z(m,n;s,t)<(s-1)^{1/t}(n-t+1)m^{1-1/t}+(t-1)m.}
Насправді Коварі, Шош і Туран довели відповідну нерівність для {\displaystyle z(n;t)}, але незабаром після цього Хілтен-Кавалліус зауважив, що такі ж аргументи можна використати для доведення загального випадку. Штефан Знам поліпшив сталий множник у правій частині формули для випадку {\displaystyle z(n;t)}:
{\displaystyle z(n,t)<(t-1)^{1/t}n^{2-1/t}+{\frac {1}{2}}(t-1)n.}
Якщо зафіксувати {\displaystyle s} і {\displaystyle t}, використовуючи нотацію «O» велике, можна в асимптотиці ці формули переписати так:
{\displaystyle z(m,n;s,t)=O(nm^{1-1/t}+m)}
і
{\displaystyle z(n;t)=O(n^{2-1/t}).}

## Нижні межі
Для {\displaystyle t=2} і для нескінченного числа значень {\displaystyle n} двочастковий граф з {\displaystyle n} вершинами в кожній частці і {\displaystyle \Omega (n^{3/2})} ребрами без {\displaystyle K_{2,2}} можна отримати як граф Леві скінченної проєктивної площини системи по {\displaystyle n} точок і прямих, у якій кожні дві точки належать єдиній прямій і кожні дві прямі перетинаються в єдиній точці. Граф, утворений із цієї геометрії, має вершину з одного боку для кожної точки і вершину з іншого боку для кожної прямої. Проєктивні площини, визначені над скінченним полем порядку p приводять до вільних від {\displaystyle K_{2,2}} графів з {\displaystyle n=p^{2}+p+1} і {\displaystyle (p^{2}+p+1)(p+1)} ребрами. Наприклад, граф Леві площині Фано дає граф Хівуда, двочастковий граф зі сімома вершинами в кожній частці, з 21 ребром і без 4-циклів, що показує, що {\displaystyle z(7;2)\geq 21}. Нижня межа функції Заранкевича, задана цим сімейством прикладів, відповідає верхній межі, яку вказав І. Рейман. Отже, для {\displaystyle t=2} та значень {\displaystyle n}, для яких цю побудову можна здійснити, отримуємо точну відповідь на задачу Заранкевича. Для інших значень {\displaystyle n} із нижніх і верхніх меж випливає, що асимптотично
{\displaystyle z(n;2)=n^{3/2}(1+o(1)).}
У загальнішому випадку,
{\displaystyle z(n,n;2,t)=n^{3/2}t^{1/2}(1+o(1)).}
Для {\displaystyle t=3} і для нескінченного числа значень {\displaystyle n} можна побудувати двочасткові графи з {\displaystyle n} вершинами в кожній частці і {\displaystyle \Omega (n^{5/3})} вершинами, що не мають підграфа {\displaystyle K_{3,3}}, також зі скінченної геометрії, якщо як вершини розглядати точки і сфери (обережно вибравши фіксований радіус) у тривимірному скінченному афінному просторі. У цьому випадку ребра представляють інциденцію точок і сфер.
Висловлено гіпотезу, що
{\displaystyle z(n;t)=\Theta (n^{2-1/t})}
для всіх сталих значень {\displaystyle t}, але підтвердження зараз є тільки для {\displaystyle t=2} і {\displaystyle t=3} за наведеними вище побудовами. Тісні межі відомі для пар {\displaystyle (s,t)} з великою різницею розмірів (зокрема, для {\displaystyle s\geq (t-1)!}). Для таких пар
{\displaystyle z(n,n;s,t)=\Theta (n^{2-1/t}),}
що робить згадану вище гіпотезу правдоподібною.

## Недвочасткові графи
З точністю до сталого множника {\displaystyle z(n;t)} обмежує також число ребер графа з {\displaystyle n} вершинами (не обов'язково двочасткового), який не містить підграфа {\displaystyle K_{t,t}}. З одного боку, двочастковий граф із {\displaystyle z(n;t)} ребрами та {\displaystyle n} вершинами в кожній частці можна зменшити до графа з {\displaystyle n} вершинами та {\displaystyle z(n;t)/4} ребрами, вибравши випадково {\displaystyle n/2} із числа всіх вершин графа. З іншого боку, граф з {\displaystyle n} вершинами без підграфів {\displaystyle K_{t,t}} можна перетворити на двочастковий граф із {\displaystyle n} вершинами в кожній частці і подвоєним числом ребер, який, як і раніше, не міститиме {\displaystyle K_{t,t}} як підграф, побудувавши його двочасткове подвійне накриття.

## Застосування
Теорему Коварі — Шош — Турана використовують у комбінаторній геометрії для обмеження кількості інциденцій між геометричними об'єктами різних типів. Наприклад, множина {\displaystyle n} точок і {\displaystyle m} прямих на евклідовій площині не містить {\displaystyle K_{2,2}}, так що за теоремою Коварі — Шош — Турана ця конфігурація має не більше {\displaystyle O(nm^{1/2}+m)} інциденцій точка-пряма. Ця межа близька, якщо m набагато більше від n, але при майже однакових m і n теорема Семереді — Троттера дає тіснішу межу {\displaystyle O(n^{2/3}m^{2/3}+n+m)}. Проте теорему Семереді — Троттера можна довести, поділивши точки й прямі на підмножини, для яких межі Коварі — Шош — Турана тісні.